# Колон (дем)

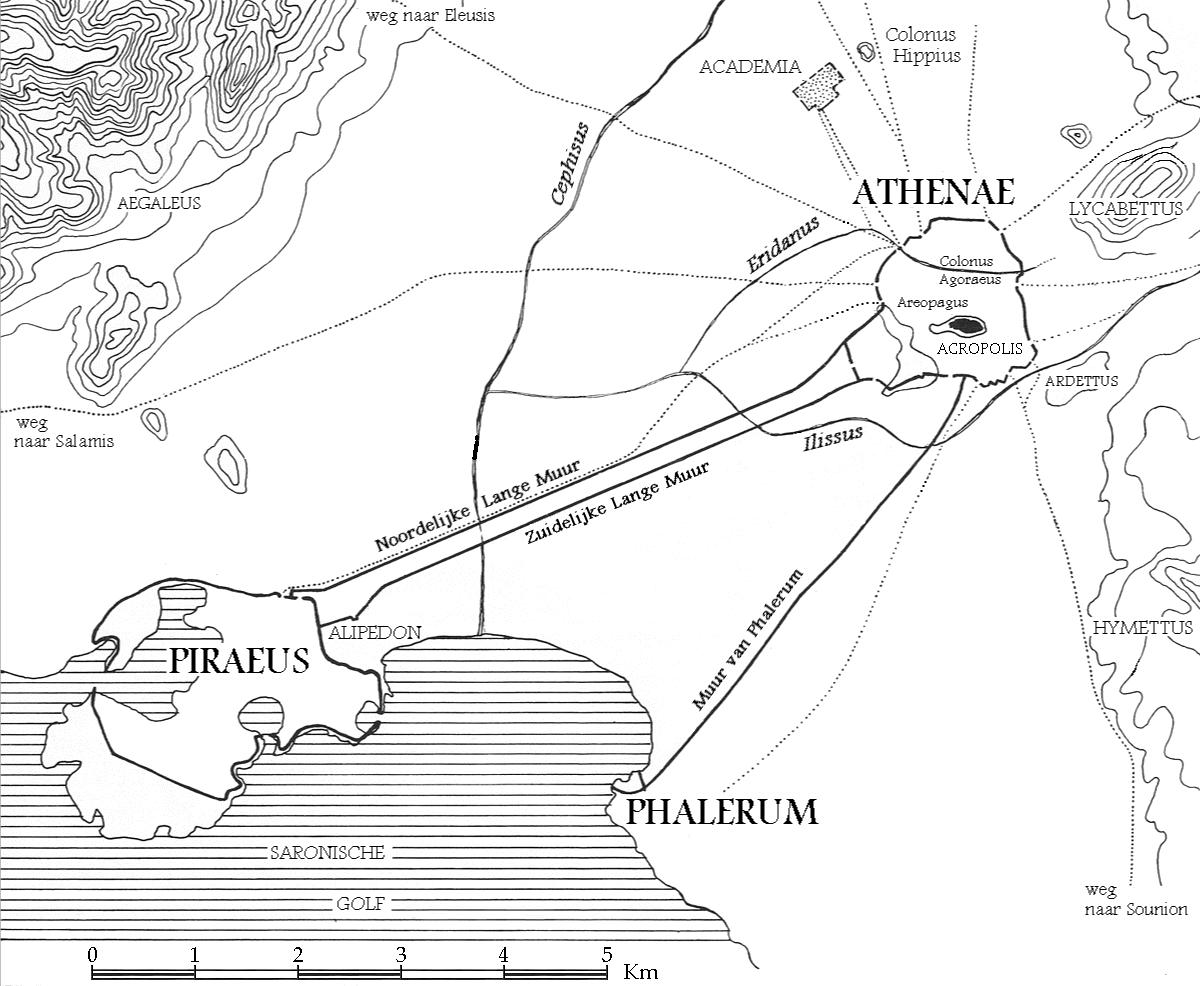
Колон (Colonus Hipius) на карте древних Афин

Колон (Колонос, Κολωνός) — район Афин, находится в западной части димы Афины, граничит с районами Академия Платона, Лофос-Скузе (Λόφος Σκουζέ), Сеполия (Σεπόλια), Аттика (Αττική). На западе границей Колона является проспект Кифисиас. Район пересекает улица Ленормана, транспортное обслуживание обеспечивается станциями метро «Лариса» и «Аттика». Колон густо населен, лишь немногие земельные участки свободны от застройки. В 1960—1970-х годах район был сильно перестроен.
Холм Иппеос-Колонос (Ἵππειος Κολωνός, Лошадиный Колон) находится на территории района. В древности он был центром культа лошади. После греко-персидских войн границы Древних Афин расширились, Колон стал одним из древнеафинских демов, причем считался наиболее аристократичным. Дома строились на берегу речки Кифисос, на месте которой ныне протянулся проспект Кифисиас. В древности в Колоне находились заповедная роща Эриний и храм Посейдона. Согласно древнегреческой мифологии, в Колоне скончался и был похоронен царь Эдип. Этому посвящена трагедия Софокла «Эдип в Колоне».